# Игорь Гром
«И́горь Гром» — серия российских комиксов о похождениях отставного майора МВД Игоря Грома, созданная российским издательством Bubble Comics и публиковавшаяся с января 2017 по март 2021 года. Сценаристом всех выпусков комикса выступил белорусский автор Алексей Замский, а основным художником стала Наталья Заидова. Является продолжением комикса «Майор Гром», вышедшим в рамках инициативы Bubble под названием «Второе дыхание». После завершения комикса «Игорь Гром» ему на замену была создана новая серия, «Майор Игорь Гром», продолжающая историю майора Грома, теперь вернувшегося на службу в МВД.
Как и в «Майоре Громе», действие «Игоря Грома» происходит в Санкт-Петербурге. Главный герой серии — Игорь Гром, бывший полицейский, который после пребывания в психиатрической клинике начал вновь раскрывать дела и бороться с преступностью, попутно пытаясь справиться со своими психологическими травмами.
Комикс был тепло воспринят профильными журналистами, хотя ряд рецензентов отмечал, что из-за большего акцента на диалогах и меньшего количества экшен-сцен «Игорь Гром» воспринимается иначе, нежели «Майор Гром». Сюжет комикса разворачивается в медленном темпе, что понравилось не всем обозревателям, хотя он также был в основном оценён положительно. Кроме того, положительную оценку получили иллюстрации комикса, в особенности рисунки авторства Натальи Заидовой.

## Персонажи
- Игорь Гром — бывший майор полиции, ушедший со службы после цепочки трагических событий, случившихся с ним, и пребывания в психиатрической лечебнице под надзором психиатра Вениамина Рубинштейна. В ходе пребывания в больнице утратил остроту ума и большую часть детективных навыков; кроме того, страдает от галлюцинаций и постоянно вынужден принимать лекарства. Несмотря на это, всё же старается помогать тем, кто попал в беду, и бороться с преступностью[7]. Имеет немецкую овчарку по кличке Мухтар[8].
- Дмитрий Дубин — лучший друг Игоря Грома, был его напарником-стажёром, когда тот служил в полиции. Дослужился до старшего лейтенанта и даже получил собственного напарника. Со времени событий «Майора Грома» стал значительно более опытным, растеряв свой былой идеализм. Начальство заваливает его работой, однако он всё равно пытается по возможности помогать Игорю, используя своё служебное положение, и поддерживать его как может[9].
- Уля — эксцентричная и бойкая хозяйка кафе «Райдо», с которой подружился Игорь[8]. Способна гадать на кофейной гуще, а также обладает развитой интуицией и разбирается в психологии. Является «оперённой», то есть получившей сверхспособности в результате гибели бога-ворона Кутха[10].
- Лилия Абраменко — подруга Димы Дубина, появлявшаяся ещё в комиксе «Майор Гром» в выпуске-флешбеке «Бабочки в животе» сюжета «Чумной Доктор». Переехала в Петербург из Москвы и устроилась на работу официанткой в кафе «Райдо». Способна за себя постоять, иногда участвует в расследованиях Грома[9].
- Ирина «Шарлотта» — загадочная подруга Игоря Грома, с которой у него впоследствии завязываются отношения. Вероятно, владеет магическими способностями или осведомлена о них[11].
- Валентин «Калигари» Гашпаров — эксперт по «неформальной» жизни Санкт-Петербурга, который помогает Игорю и Диме расследовать дела, используя свои знания[11].
- Четвёрка Рек — сверхъестественные хтонические существа, возраст которых насчитывает сотни лет. Питаются человеческими страхами, и потому часто занимаются пытками и убийствами. Меняют облик, срезая лица с людей. В настоящее время выступают под личиной чёрных риэлторов. Их имена — Стикс, Коцит, Ахерон и Флегетон.
- Дама — властная и жестокая глава банды «гончих», носящая маску и чёрное траурное платье. Как выясняется, является Екатериной Хохолковой, одной из грабительниц банка в костюмах диснеевских принцесс, с которыми Гром сталкивался в сюжетной арке «Как в сказке». Её лицо было изувечено в аварии, из-за чего ей приходится носить маску[12]. Впоследствии обратилась к Умному Человеку, который помог ей оправиться от физических и психологических ран, и стала его подручной.
- Командир — таинственный человек, одетый в форму НКВД. Обучает «кадетов», детей из неблагополучных семей, самообороне, чтобы противостоять Даме и её «гончим». Является сверхсуществом, как и Реки, но при этом помогает людям и существует благодаря их вере в идеалы[13].
- Умный Человек — один из самых влиятельных и таинственных людей Санкт-Петербурга. Обладает выдающейся харизмой и даром убеждения, однако теряет их, если с него снять очки[11]. Избавляет обездоленных людей «от забот» ценой убийства других людей. Получил своё влияние благодаря Рекам.
- Илья Косыгин — человек, который считался мёртвым, ныне член организации «Белая стрела». С ним Гром встречался ранее, когда пытался разобраться с наркомафией, однако в его убийствах обвинили Грома, а самого Косыгина сочли его галлюцинацией. В отличие от Грома, считает, что против преступности можно бороться любыми методами, даже аморальными[14].

## Сюжет
Спустя год после выхода из психбольницы Гром, уже более не полицейский, гуляет по улицам Петербурга и пытается осмыслить, как изменилась его жизнь. Гром начал серьёзно страдать от провалов в памяти (в частности, он забыл всё его пребывание в психиатрической больнице имени Снежинского) и стал соображать значительно хуже. Зайдя в кофейню «Райдо», он знакомится с Улей, хозяйкой заведения и гадалкой, с которой впоследствии заводит дружбу. Он пробует поймать группу чёрных риелторов, которые пытаются погубить жизнь старушки и забрать её квартиру, но терпит неудачу — старушка погибает (сюжет «Находится на реконструкции»). Вскоре после этого начинается массовая гибель бездомных — Гром пытается это расследовать, и обнаруживает, что это дело рук банды «гончих» под руководством Дамы, однако ему не удаётся её поймать. От Дамы Грома спасает Ирина по прозвищу «Шарлотта» (сюжет «Дикая охота»).
После этого в Петербурге объявляется «вампир», который пьёт кровь у девушек. О нём Грому сообщает Валентин Гашпаров по прозвищу «Калигари». Параллельно Игорь натыкается на странную группу подростков, которые тренируются самообороне под надзором Командира, следящего за своими «кадетами» с крыши. С их помощью Гром находит «вампира» — им оказывается человек, который страдал от неконтролируемой жажды крови и ничего не мог с этим поделать, а его дочь приводила к нему новых жертв, чтобы облегчить его страдания (сюжет «Голодные духи»). Дочь «вампира» убивает знакомый Грома, который ни с того ни с сего стал одержим жаждой убийств. Ранее знакомый вылечился от алкоголизма у личности, известной, как «Умный Человек» — его Гром и решает разыскать. Умный Человек собрал вокруг себя целую секту, которая ему беспрекословно подчиняется. Несмотря на его манипуляции, Игорю удаётся задержать его с помощью своего бывшего напарника по службе Димы Дубина, прибывшего в последний момент (сюжет «Умный Человек»). Тем временем к Уле в бар врываются вооружённые люди в поисках «оперённого», однако их прогоняют «кадеты» во главе с Командиром (кроссовер «Охота на ведьм»).
В автобусе Игорь встречает Поэта, пациента психбольницы имени Снежинского, который напоминает ему о прошлом. Игорь решает всё же восстановить свои провалы в памяти, поэтому Уля предлагает ему воспользоваться методом локи. Он вспоминает своё пребывание в психиатрической лечебнице: его психиатр Вениамин Рубинштейн его не лечил, а наоборот, мучил Грома и пытался препаратами спровоцировать у него раздвоение личности. Когда-то он не смог вылечить Сергея Разумовского, серийного убийцу, у которого раздвоение личности напоминало не столько психологическую болезнь, сколько одержимость злой сущностью. Тогда Рубинштейн решил спровоцировать у своего «пациента» аналогичный диагноз, чтобы впоследствии его изучить, и, как он сам утверждал, научиться лечить. Соответственно, Илья Косыгин, убийства которого «повесили» на Грома, не был его галлюцинацией, и  Гром невиновен. Один из больных, маньяк-«Охотник на бабочек», вырвался на свободу и устроил бойню, а другой пациент, «Огнепоклонник», привёл к пожару в больнице. Рубинштейн сбежал, забрав с собой Поэта. Он надеялся, что Гром сгорит в пожаре, чтобы об экспериментах с больными не стало известно, но Грому всё же удалось спастись из горящей больницы. Впоследствии Рубинштейна ловит Олег Волков, друг Разумовского, чтобы допросить, как тот «лечил» его. Приняв своё прошлое, Гром сбривает бороду и решает начать новую жизнь (сюжет «Метод Локи»).
Гром собирается разыскать Поэта, ставшего маньяком и подчиняющего себе детей-кадетов Командира с помощью стихов, предварительно сговорившись с Дамой. Командир предупредил кадетов, что скоро его не станет, и оставил книжку со стихами, отменяющими действие стихов Поэта (сюжет «Повторяй за мной»). Калигари сообщает Игорю о том, что многие его знакомые стали проходить какие-то личностные тренинги и странно себя вести, а затем по совету Игоря отправляется взглянуть на них самолично. За этими тренингами стоит Дама, набирая для себя «гончих» и индоктринируя их в заброшенном театре. Также выясняется, что Командир, который воевал с ней и её «гончими», используя «кадетов», у неё в плену. С помощью Димы, Ули и Калигари Гром побеждает Даму и спасает Командира (сюжет «Игра в солдатики»).
Игоря Грома продолжают мучить ночные кошмары, кроме того, он замечает, что некоторые прохожие на улицах без видимых на то причин совершают самосожжения. В сознании у Грома постоянно появляется Огнепоклонник — ещё один бывший пациент Рубинштейна, который хочет подчинить себе Грома и сжечь весь город дотла, особенно те места, которые ассоциируются с надеждой — кинотеатры, детские сады, больницы. У Грома в голове появляется план мест, которые Огнепоклонник планирует сжечь, одно из них — неприметный деревянный дом под Петербургом, последний в списке. Там Огнепоклонник планировал сжечь Грома после всех сожжённых зданий. Выясняется, что Огнепоклонник был жив и контролировал Грома и своих последователей с помощью гипноза, а сам лежит в больнице с ожогами по всему телу — его берёт под арест Дима Дубин. Гром хочет сжечь дом, чтобы пожертвовать собой и не дать Огнепоклоннику собой завладеть, но его спасает Шарлотта, нашедшая план Грома с отмеченными местами поджогов. Они целуются на фоне горящего дома (сюжет «Гори-гори ясно»).
В Петербурге начинается череда смертей от отравления ядом, подмешанным в бытовую косметику, и Дима неофициально заручается поддержкой Игоря, чтобы раскрыть это дело. Игорь выясняет, что это было дело рук бизнесмена Юрия Олеговича, разработавшего новый вид упаковки для шампуней, а чтобы посеять панику и недоверие к нынешним упаковкам, организовал подмешивание яда. Гром обвиняет Юрия Олеговича в преступлении, но вдруг Юрия убивает появившийся Косыгин. Как выясняется, Косыгин входит в тайную правительственную организацию «Белая стрела», существующую с XIX века и занимающаяся убийствами преступников в обход закона. Собственно, во время прошлой встречи Косыгин и намеревался завербовать Грома в «Белую стрелу». После недолгого разговора Косыгин стреляет в Грома, а затем Дима Дубин выходит на логово Косыгина, получив анонимную наводку, и вступает в схватку с ним. Внезапно появляется Гром, выживший после выстрела Косыгина — ещё до этого он заранее надел бронежилет, предполагая, что за ним может кто-то следить. Гром склоняет членов «Белой стрелы» на свою сторону, одерживая моральную победу над Косыгиным. Так как Гром помог организации избавиться от радикала Косыгина, те соглашаются помочь ему вернуться на службу, используя свои связи в правительстве (сюжет «Вне закона»).
Гром вместе с Лилей и Шарлоттой идёт в парк развлечений, чтобы отдохнуть, но его захватывают террористы во главе с четвёркой чёрных риэлторов, которых Гром встречал ранее. В суматохе риэлторы берут Шарлотту в заложники и спускаются в питерскую подземку, а Гром их преследует. В это время Грома на поверхности заменяет его двойник, лицо которого изменено пластической операцией. Уля, узнав о странном поведении лже-Грома, подозревает неладное и идёт за помощью к Командиру, чтобы тот спустился под землю и помог Грому. Командир объясняет Грому, кто такие чёрные риэлторы на самом деле; это «четвёрка Рек» — Стикс, Коцит, Ахерон и Флегетон, древних сверхъестественных существ, питающихся людскими страхами. Грому удаётся пробраться в логово Рек, одолеть их и спасти Шарлотту, но Командир при этом исчезает. Выбравшись наверх, Гром и Шарлотта видят Петербург, объятый пламенем и беспорядками (сюжет «Мёртвая вода»).
Пока Гром был в подземелье, где время течёт иначе, чем на поверхности, Умный Человек исполнял свой план. Воспользовавшись фальшивым Игорем Громом, ставшим «лидером мнений», он распространял маски, которые, если их надевать, заставляют человека видеть то, чего он боится больше всего на свете. За счёт выброса адреналина маски дают тому, кто их носит, огромную физическую силу, кроме того, эти маски вызывают зависимость. Гром сначала расправляется со своим двойником, который оказывается Поэтом с изменённой внешностью, а затем находит Умного Человека и одолевает его (сюжет «Чужими глазами»).
В финальной главе комикса описана дальнейшая судьба героев. Дама и Огнепоклонник находятся в больнице и не собираются возвращаться к преступной жизни, Косыгин всё же остался в «Белой стреле», где обучает новобранцев, Умный Человек отбывает срок в тюрьме, а четвёрка Рек вновь появляется на болотах. Лилия заменяет «кадетам» исчезнувшего Командира, Калигари организовал приют в заброшенном театре, где ранее обитала Дама, Уля оставляет кафе Лилии, а сама уезжает из Петербурга, а Игорь Гром возвращается на службу, вновь получив звание майора полиции.

## История создания

### Авторский состав и разработка
Для всей команды было с самого начала принципиально важно, чтобы комикс был настолько близок к реальности, насколько это вообще возможно в рамках жанра. Какая бы фантасмагория ни творилась на страницах, всему должно быть рациональное объяснение, даже если в него не хочется или не получается поверить. 
Поэтому я стремился наполнить изнанку Петербурга не теми страхами, посмотреть на которые ходят в кино, а теми, которые возникают в голове каждого, когда ночью идёшь по неосвещённой улице или вдруг слышишь звонок в дверь и не знаешь, кто мог прийти в такой поздний час. Эти образы всплывают в нашем сознании из той же глубины, откуда когда-то приходили легенды и сказки — и наши антагонисты «двусторонние», они родом одновременно из вчерашних криминальных новостей и из самых архаичных мифов. Они принадлежат сразу двум мирам, и, чтобы победить их, Грому недостаточно быть героем повседневным — ему нужно стать ещё и героем мифическим. А это, конечно, очень непросто.
Основным художником «Игоря Грома» стала Наталья Заидова, также работавшая над «Иноком», «Бесобоем» и «Временем Ворона», а автором «Игоря Грома» выступил белорусский сценарист Алексей Замский, живущий в Минске, выпускник филологического факультета БГУ по специальности «Русская литература», который до этого занимался сценариями для двух неназванных коммерческих проектов, работал гострайтером, а также сценаристом в игровой индустрии. Ранее он писал критические статьи про комиксы Bubble, как он сам вспоминает, «не стесняясь в выражениях». Впоследствии Bubble предложила Замскому написать пробный сценарий для «Игоря Грома», и тест был пройден успешно — ему дали писать эту серию. По словам Замского, писать сюжет про персонажа, у которого уже есть история и значительная фанбаза, достаточно большая ответственность, поэтому его творческая свобода была несколько ограничена. Также ему необходимо было учитывать тот факт, что Игорь Гром живёт во вселенной комиксов Bubble, где существует сверхъестественное, как в «Бесобое», «Иноке» или «Экслибриуме», но при этом сохранять некоторую приземлённость, характерную для «Майора Грома». Отличие от «Майора Грома» у «Игоря Грома» состоит в том, что масштаб действий стал значительно локальнее — как описывает историю сам автор, «это серия о том, что получается, когда со сравнительно небольшой угрозой встречается небольшой человек». 
В своё время на Замского наибольшее впечатление произвёл писатель Густав Майринк, известный своими мистическими и экспрессионискими произведениями. Замский признался, что Майринк, вероятно, косвенным путём повлиял на его работу над «Игорем Громом», так как он писал о вещах, интересных Замскому, а в «Игоре Громе» Замский, в свою очередь, также пишет об интересующих его вещах. По утверждению Артёма Габрелянова, основателя Bubble, есть два подхода к написанию сценария для комикса: подход Marvel Comics, где автор оставляет художнику большой простор для творчества, и подход DC Comics, в котором сценарист описывает происходящее вплоть до малейших деталей, а Замский принадлежит ко второму типу сценаристов. Сам сценарист, однако, отмечает, что при разработке образов персонажей старается избегать прямых инструкций для художника — он считает, что художник справится с такой задачей лучше и что в тандеме сценарист-художник последний важнее для комикса. Достаточно важным для Замского было передать атмосферу Петербурга, места, знакового для русской литературы, и самого по себе выглядящего, как декорации для исторического фильма. Так как сценарист не живёт в Питере, ему приходилось исследовать его дополнительно, в частности, просматривать его места через Google Street View. Замский ощутимо приукрасил Петербург, сделав его таким городом, образ которого отражает внутреннее состояние самого Игоря Грома. Тем не менее, он всё же старался сделать его в некотором роде близким к реальности: в городе из комикса персонажей подстерегают те же опасности, что могли бы подстерегать и в реальной жизни. Иногда Замский брал темы для сюжетных арок из новостей, но не напрямую из реальных уголовных дел, сохраняя лейтмотив комикса — то, как «страхи современного горожанина обретают плоть». Значительное внимание в комиксе уделено также и городским легендам. Комикс по своей структуре основывается на едином сквозном сюжете, а не состоит из сюжетных арок, слабо связанных между собой и представляющих собой отдельные истории — ещё в начале серии есть множество заделов на дальнейшие сюжетные линии.

### Разработка персонажей
Образ самого Игоря Грома был существенно переработан, чтобы соответствовать его изменившемуся характеру, — теперь Игорь разбит и потерян. Художница Наталья Заидова утверждает, что ради этого добавила ему отросшие неопрятные волосы и бороду, а также длинное пальто, которое должно было подчёркивать мрачность образа. Замский отмечает, что после событий кроссовера «Время Ворона», где Гром сталкивался с богом-вороном Кутхом и магией, его отношение к действительности несколько поменялось, поэтому Гром теперь допускает объяснения происшествий с точки зрения сверхъестественного, и это является его преимуществом в расследованиях. Образ Игоря Грома в комиксе претерпевал изменения ещё начиная с арки «Игра» «Майора Грома», и Замскому нужно было их отразить. Переработке также подвергся и образ Димы Дубина — им занимался художник Артём Бизяев. Бизяев вспоминает, что перед ним стояла задача изобразить Диму возмужавшим и набравшимся опыта, а также утомлённым из-за постоянной нагрузки на работе, и он подчеркнул это его строгой, но при этом скромной одеждой. В качестве одного из помощников Грома появилась Лилия Абраменко из одного из выпусков «Майора Грома» — Замский отметил, что с самого начала задумал задействовать этого персонажа. По его словам, первым новым персонажем, придуманным специально для «Игоря Грома», стала Уля, хозяйка кафе «Райдо»: по задумке, кафе должно было стать своего рода «тихой гаванью» для уставшего Грома, а Уля была своего рода его воплощением. Заидова писала, что убранство кафе олицетворяет её внутренний мир, а Уля носит яркую и выделяющуюся одежду под стать её экстравагантному характеру. Помимо этого, Замский упоминал, что считает Улю особенным персонажем для себя, и что хотел бы про неё сделать отдельный комикс. Иру Шарлотту разрабатывали как персонажа с двояким образом — как Иры и как Шарлотты.
В дополнительных материалах к первому тому комикса сказано, что рабочие имена чёрных риэлторов Стикса и Коцита в «Игоре Громе» были «Ёж» и «Уж»; эти прозвища основаны на их внешности и навеяны названиями ленинградских детских журналов «Ёж» и «Чиж». Заидова вспоминала, что намеренно не прорабатывала их одежду по цвету, чтобы они сливались с темнотой. Образ Дамы был гротескным для реалистичной истории, поэтому разработка её дизайна была особенно сложной — необходимо было, чтобы костюм производил впечатление на читателя, но в то же время оставался практичным и пригодным для ношения в реальной жизни, чтобы в нём можно было драться и убегать от преследования. В образ Умного Человека добавлены зеркальные очки — Замский говорил, что подсмотрел эту черту лидеров различных культов, с помощью отражения в своих очках они располагают собеседника к себе.

### Издание
Первый выпуск «Игоря Грома» увидел свет 27 января 2017 года вместе с другими комиксами-перезапусками инициативы «Второе дыхание» Bubble Comics: «Союзниками», «Бесобоем vol.2» и «Мироходцами». Далее новые выпуски «Игоря Грома» выходили ежемесячно каждое 10 число. В сентябре 2019 года Bubble Comics перешло на исключительно цифровую дистрибуцию выпусков своих комиксов, соответственно, синглы «Игоря Грома» с того времени выходили в цифре. В первых трёх выпусках «Игоря Грома» вышел спин-офф «Куколка» про расследование, которое проводил Дима Дубин, рисунком которого занимался Артём Бизяев. Впоследствии в рамках серии «Легенды Bubble» с мая по август 2018 года выходил комикс «Дубин Дима: Провинциальные каникулы» о приключениях Димы Дубина во время его отпуска, сценаристом и художником которого также был Бизяев.
Пятнадцатый выпуск «Игоря Грома» входит в кроссовер «Охота на ведьм». 29 декабря 2018 года в рамках серии «Легенды Bubble» вышел сингл под названием «Майор Гром: Обещание», рассказывающий о сложных отношениях Игоря Грома с Новым годом и соединяющий его прошлое с настоящим. Впоследствии выпуск вошёл в седьмой том «Игоря Грома» — «Гори-гори ясно». Последним выпуском «Игоря Грома» стал пятидесятый, который, по факту, был опубликован как сотый выпуск «Майора Грома». Этот выпуск вышел в печать с пятью различными вариантами обложек, одну из которых нарисовал художник Дэвид Мэк, известный комиксом «Кабуки». Сюжет продолжился в серии «Майор Игорь Гром», посвящённой приключениям Грома после возвращения на службу. За всё время выпуска продажи комиксов про майора Грома составили более миллиона проданных копий.

## Отзывы и критика
Денис Варков, редактор «Канобу», в обзоре первых выпусков перезапуска «Второе дыхание» оценивал новые серии, в том числе «Игоря Грома», в контексте закрытых серий — «крупные издатели начинают популярные серии комиксов с первых номеров, чтобы обновить образ героя и привлечь новых читателей. Вот только не все новые выпуски Bubble подходят для новичков, не знакомых со вселенной». Так, Варков отметил, что вне контекста событий «Майора Грома» драма изменений в характере Игоря Грома — затянувшаяся депрессия и постепенная потеря навыков — будет восприниматься читателем с трудом. Несмотря на это, сам комикс был встречен тепло и назван «очень эмоциональным». Спустя около года в повторном обзоре новых линеек, посвящённом развитию серий, Варков всё так же положительно отзывался о «Игоре Громе». Он отметил, что по сравнению с более динамичным «Майором Громом» перезапуск ощущается более размеренным, и что активные действия персонажей уступили место диалогам. Однако, несмотря на то что комикс был назван неплохим, сюжетная линия депрессии Грома была названа затянутой, а качество рисунка было оценено выше качества сюжета. В обзоре комикса от сайта Kitchen Riots рецензентка Елизавета Краснопёрова назвала рисунок авторства Натальи Заидовой ассоциирующимся с Петербургом, предположив, что причиной может быть мрачность сцен иллюстраций, а сюжет комикса был сравнён с детективной видеоигрой «Нэнси Дрю». В целом, мнение Краснопёровой сошлось с мнением Дениса Варкова: качество рисунка заметно лучше сценарной составляющей комикса, а некоторые сюжетные линии ощущаются затянутыми.
Сергей Афонин представляющий GeekCity, в своём ревью на первый выпуск, похвалил сценариста серии Алексея Замского и художницу Наталью Заидову за отлично выстроенную атмосферу комикса: серый, шумный и суетливый Петербург со своими жителями позволяет читателю проникнуться главным героем так, как «не смог бы за 50 выпусков комикса „Майор Гром“». Более того, по мнению Афонина, Алексей Замский черпал вдохновение из комикса о Сорвиголове «Рождённый заново» Фрэнка Миллера, который был назван рецензентом удачным ориентиром для «новой диспозиции героя». Лилия Морошкина, другой рецензент портала, назвала «Игоря Грома» неплохой детективной историей с размеренным темпом повествования, однако также не прошла мимо чрезмерной продолжительности некоторых сюжетных арок, которые можно было существенно сократить. Среди плюсов была названа художественная часть комикса — работы иллюстраторов и колористов, поддерживающие и выгодно дополняющие сценарий. Поздние выпуски серии, в частности сюжетная арка «Чужими глазами», вызвала у Морошкиной разочарование и «испанский стыд», логичность сюжета была подвергнута критике. Никита Гмыза, коллега Морошкиной и Афонина по GeekCity, посчитал, что более мистический и инфернальный Петербург «Игоря Грома» — удачное решение, сюжет назвал интересным и лёгким в чтении, и поставил все эти плюсы главным образом в заслугу сценариста Алексея Замского. Похвалы также удостоились новый архивраг Грома, Илья Косыгин, сравнённый обозревателем с Рас-Аль-Гулом из комиксов о Бэтмене, постепенное раскрытие злодеев комикса и самого Игоря Грома, динамичные схватки, а также работа художниц Натальи Заидовой и Джамили Зульпикаровой, но раскритикована рисовка Андрея Васина.
Юрий Коломенский в своих обзорах для сайта SpiderMedia в целом положительно отнёсся к «Игорю Грому», местами сравнивая его с американским телесериалом «Настоящий детектив». Реконструкция главного персонажа, начавшаяся сразу с первого выпуска, без наличия явной предыстории Игоря для новых читателей, по мнению Коломенского, просто не работает, в отличие от гораздо более удачной идеи с использованием городских легенд Петербурга как основы для антагонистов и сюжетов комикса. Положительно были встречены рисунок Натальи Заидовой, Андрея Васина, Оксаны Турляй и Марины Приваловой, постепенное раскрытие Игоря Грома и новые антагонисты, негативно — «странные» иллюстрации Ивана Елясова, а также схожесть всех женских героинь комикса и что «у Замского все женские персонажи — [сюжетные] функции». Станислав Шаргородский, также в рецензии для SpiderMedia, подробно разобрал сценарную работу Алексея Замского. Шаргородский уверен, что Замскому удалось удачно избежать всех «ловушек» сюжетов о сломленных героях — неправдоподобного изображения отчаяния, слишком быстрого исцеления героя, и недостаточного раскрытия персонажа для сопереживания со стороны читателя. Также Станислав посетовал на отсутствие у Замского опыта («Игорь Гром» стал его дебютом в комиксах), что выливается в неудачности некоторых сценарных решений. Буянов Константин в своей рецензии для портала Geekster также не прошёл мимо более мрачного и угрюмого повествования, а также подавленного Грома, вызывающего симпатию и чувство сострадания. По мнению Константина, первый выпуск сосредоточен на погружение читателя в такое же настроение, что и у главного героя, таким образом демонстрируя, что «Игорь Гром» — совершенно отличный по ощущениям от «Майора Грома» комикс. Единственным минусом был назван «несамостоятельный» сюжет, события которого в отрыве от других номеров выглядят лишёнными смысла.

### Коллекционные издания

#### Твёрдая обложка
- Алексей Замский. Игорь Гром — Книга 1: Находится на реконструкции. — Bubble Comics, Сентябрь 2017. — Т. 1 (№ 1—6) и доп. материалы, твёрдый переплёт. — 224 с. — (Игорь Гром). — ISBN 978-5-9908710-1-4.
- Алексей Замский. Игорь Гром — Книга 2: Голодные духи. — Bubble Comics, Сентябрь 2018. — Т. 2 (№ 7—14) и доп. материалы, твёрдый переплёт. — 230 с. — (Игорь Гром). — ISBN 978-5-9500621-9-3.

#### Мягкая обложка
- Алексей Замский. Игорь Гром — Книга 1: Находится на реконструкции. — Bubble Comics, Июнь 2018. — Т. 1 (№ 1—6) и доп. материалы. — 198 с. — (Игорь Гром). — ISBN 978-5-9500621-5-5.
- Алексей Замский. Игорь Гром — Книга 2: Голодные духи. — Bubble Comics, Август 2018. — Т. 2 (№ 7—10) и доп. материалы. — 113 с. — (Игорь Гром). — ISBN 978-5-9500622-6-1.
- Алексей Замский. Игорь Гром — Книга 3: Умный Человек. — Bubble Comics, Октябрь 2018. — Т. 3 (№ 11—14) и доп. материалы. — 120 с. — (Игорь Гром). — ISBN 978-5-6041510-4-4.
- Роман Котков. Охота на ведьм. — Bubble Comics, Октябрь 2018. — 206 с. — ISBN 978-5-6041511-0-5.
- Алексей Замский. Игорь Гром — Книга 4: Метод Локи. — Bubble Comics, Май 2019. — Т. 4 (№ 16—21) и доп. материалы. — 172 с. — (Игорь Гром). — ISBN 978-5-6042724-0-4.
- Алексей Замский. Игорь Гром — Книга 5: Повторяй за мной. — Bubble Comics, Сентябрь 2019. — Т. 5 (№ 22—25) и доп. материалы. — 112 с. — (Игорь Гром). — ISBN 978-5-6042724-9-7.
- Алексей Замский. Игорь Гром — Книга 6: Игра в солдатики. — Bubble Comics, Март 2020. — Т. 6 (№ 26—30) и доп. материалы. — 134 с. — (Игорь Гром). — ISBN 978-5-6042725-7-2.
- Алексей Замский. Игорь Гром — Книга 7: Гори-гори ясно. — Bubble Comics, Июль 2020. — Т. 7 (№ 31—34), «Майор Гром: Обещание» и доп. материалы. — 136 с. — (Игорь Гром). — ISBN 978-5-6044312-4-5.
- Алексей Замский. Игорь Гром — Книга 8: Вне закона. — Bubble Comics, Сентябрь 2020. — Т. 8 (№ 35—39) и доп. материалы. — 150 с. — (Игорь Гром). — ISBN 978-5-6044313-6-8.
- Алексей Замский. Игорь Гром — Книга 9: Мёртвая вода. — Bubble Comics, Январь 2021. — Т. 9 (№ 40—44) и доп. материалы. — 186 с. — (Игорь Гром). — ISBN 978-5-6042726-8-8.
- Алексей Замский. Игорь Гром — Книга 10: Чужими глазами. — Bubble Comics, Июнь 2021. — Т. 10 (№ 45—50) и доп. материалы. — 212 с. — (Игорь Гром). — ISBN 978-5-6042726-9-5.